# Geleiderail

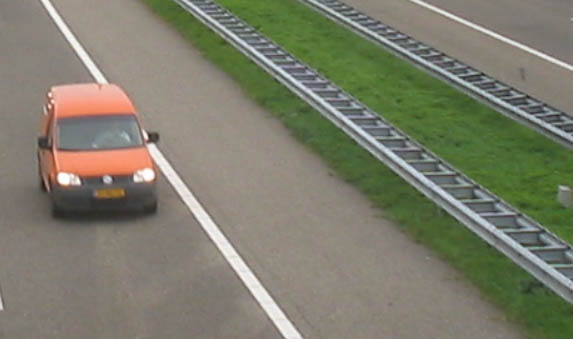
Stalen geleiderail in de middenberm van een autosnelweg

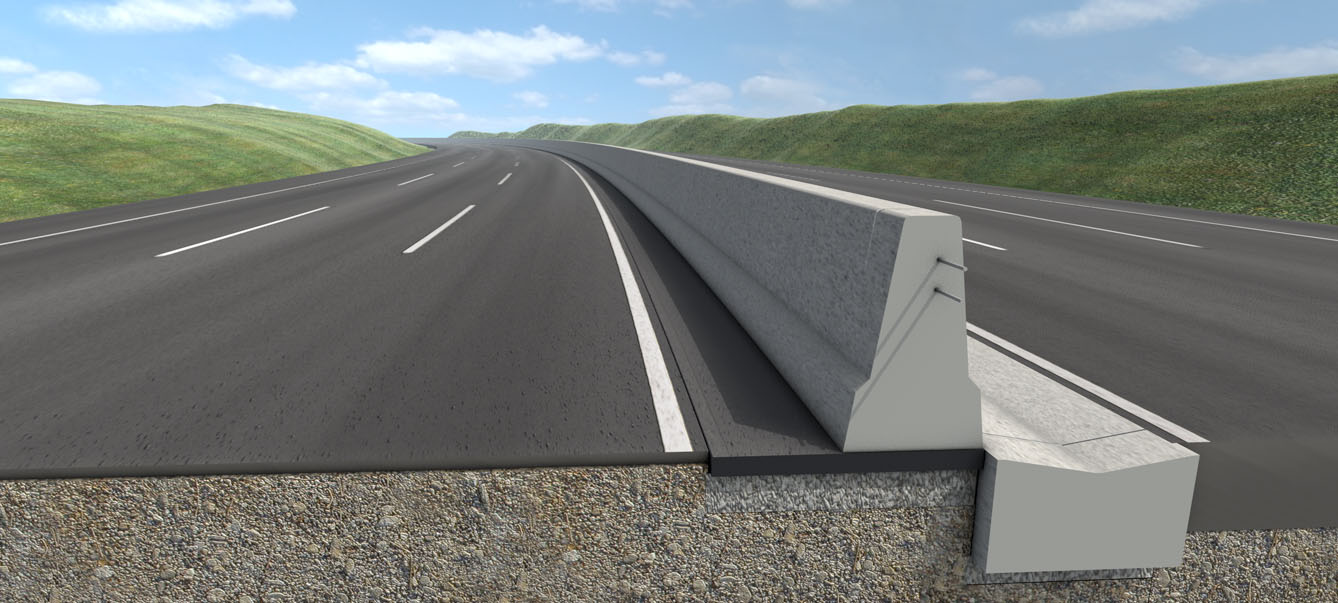
Betonnen barrière van het type 'step'

Een geleiderail of vangrail is een barrière die naast wegen wordt geplaatst om te voorkomen dat voertuigen de weg in zijdelingse richting verlaten, kantelen of de middenberm doorkruisen. Hierdoor wordt letsel aan inzittenden en schade aan de auto zo veel mogelijk beperkt.
Geleiderails zijn algemeen gebruikelijk bij snelwegen. Ook worden geleiderails geplaatst voor de geleiding van verkeer op secundaire wegen en in parkeergarages, ter bescherming van gebouwen, hekwerken, palen, machines, stellingen en om aanrijschade van gebouwen te voorkomen. Bij hoogteverschillen voorkomen ze ook vallen.

## Nodig of niet
Meestal is er alleen een geleiderail als een verdwaald voertuig ernstige schade of letsel kan aanrichten, hetzij aan het voertuig en de inzittenden, hetzij aan objecten langs de weg. Men vindt een geleiderail onder andere bij brugpijlers, praatpalen en ravijnen.
Omdat de rijbaan voor het tegenliggende verkeer ook bescherming nodig heeft, bestaat er de geleiderail in de middenberm, civieltechnisch bekend onder de term 'middengeleider'. 
Omdat een breed grasveld zonder obstakels minder gevaar voor een verdwaald voertuig oplevert, wordt een geleiderail hier onnodig geacht.
Is er een zeer brede middenberm, zoals bij de A1 op de Veluwe, dan wordt een geleiderail in de middenberm evenmin nodig gevonden. 

## Uiteinde van de geleiderail

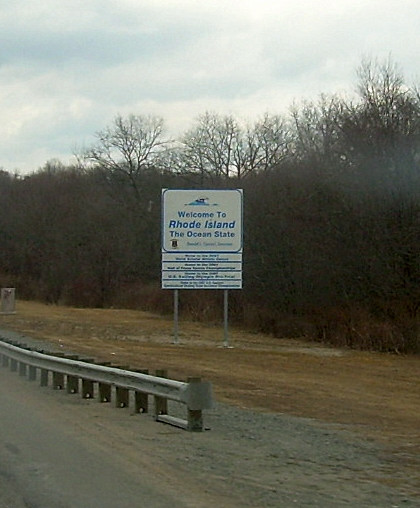
Een ruw afgewerkt uiteinde - als hier een auto tegenop rijdt, lopen de inzittenden groot gevaar

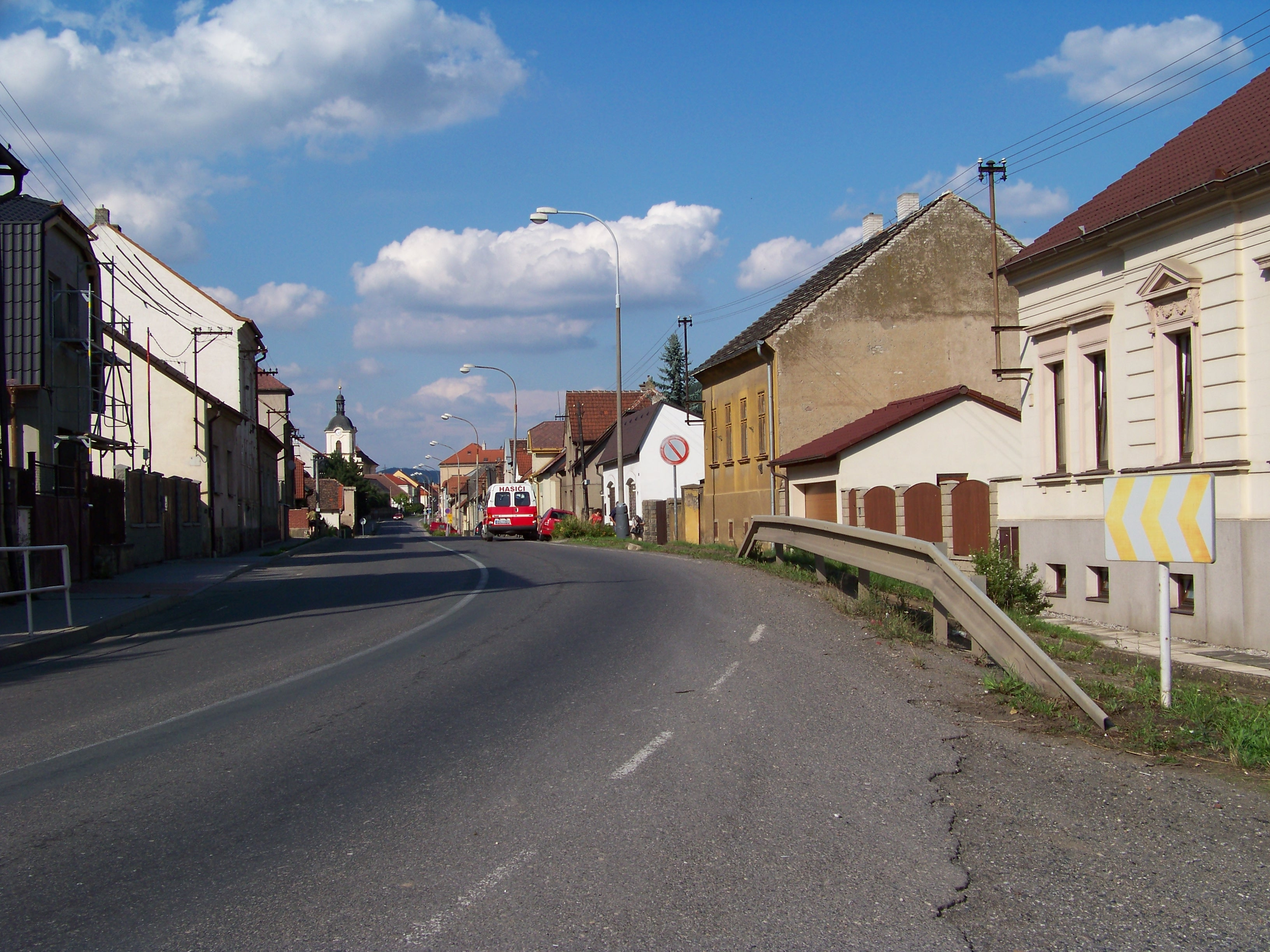
Uiteinde schuin onder de grond afgewerkt

Voorheen hadden veel geleiderails een ruw afgewerkt uiteinde. Dit was een groot gevaar, aangezien een voertuig aan de rail geregen kon worden. Naar de huidige inzichten dient een uiteinde schuin afgewerkt te worden, tot onder de grond, en dat geldt vooral aan de kant van het komende verkeer. Een voertuig dat vlak voor de geleiderail van de weg raakt, zal nu schuin tegen de geleiderail omhoog komen. Een andere oplossing is het uiteinde te voorzien van een rimpelbuisobstakelbeveiliger, een constructie die de energie van de botsing absorbeert of het botsende voertuig van richting doet veranderen.

## Conservering en renovatie
De gebruikelijkste vorm van de geleiderail wordt uitgevoerd in thermisch verzinkt staal. De geleiderail kan opnieuw worden gebruikt na te zijn gerenoveerd.
Het renoveren van geleiderail wordt ook wel aangeduid met "arrosseren". Arrosseren betekent dat geleiderail die vervangen wordt niet als schroot wordt afgevoerd, maar voor hergebruik geschikt wordt gemaakt.
Dit proces houdt in dat alle onderdelen worden getest en geselecteerd op maatvoering, staaldikte, gatenpatroon en staalkwaliteit (conform NEN 5190), de goedgekeurde onderdelen worden gereinigd en opnieuw verzinkt (conform EN ISO 1461) en de gerenoveerde onderdelen worden ingezet bij het plaatsen van nieuwe geleiderail.
Het Arrosso-proces leidt tot een besparing van staal als grondstof, ondersteunt de circulaire economie, draagt bij aan de vermindering van de CO2-uitstoot en is in lijn met het duurzaam-inkoopbeleid bij de overheid.
Ook zijn er geleiderails die bestaan uit een combinatie van hout/staal en aluminium. Een 'houten' geleiderailconstructie is onder andere toegepast in Terneuzen langs de toegangsweg tot de Westerscheldetunnel, en bij Veghel langs de A50.
De Nederlandse geleiderailconstructie heeft een hoogte van 75 cm. De 'vangrailplank' met het kenmerkende 'bobbelend' profiel is van het type A.

## Permanent of tijdelijk
Er zijn 2 typen bermbeveiligingsvoorzieningen, permanente en tijdelijke. Een tijdelijke voorziening wordt vooral bij wegwerkzaamheden toegepast.
Bij tijdelijke situaties worden 'barriers' toegepast in plaats van geleiderail. De reden hiervoor is dat barriers tegenwoordig uitgevoerd worden met 'snelkoppelingen', hierdoor kan men een bepaald wegvak snel afschermen. Een barrierstreng bestaat uit meerdere barrièrelementen, elk met een lengte van circa 3x4=12 meter (in verband met vervoer op meestal een vrachtauto met oplegger). Een barrièrelement kan in staal of beton worden uitgevoerd. Het profiel van een tijdelijke barrier kan 'Step' of 'New Jersey' zijn. In permanente situaties is het profiel altijd 'Step', de zogenaamde stepbarrier.
Zogenoemde calamiteitendoorsteken (CADO's) staan langs rijkswegen aangegeven met rode borden. Bij deze doorgangen is het voor hulpdiensten mogelijk een deel van de vangrail op te klappen en naar de andere rijbaan te gaan.
rijstrook · vluchtstrook · spitsstrook · invoegstrook · uitvoegstrook · weefstrook · bufferstrook · plusstrook · wisselstrook · redresseerstrook · voorsorteerstrook · klimstrook

Doelgroepstroken: busstrook · carpoolstrook · vrachtwagenstrook · fietsstrook · passeerstrook